# サイエンスカフェ

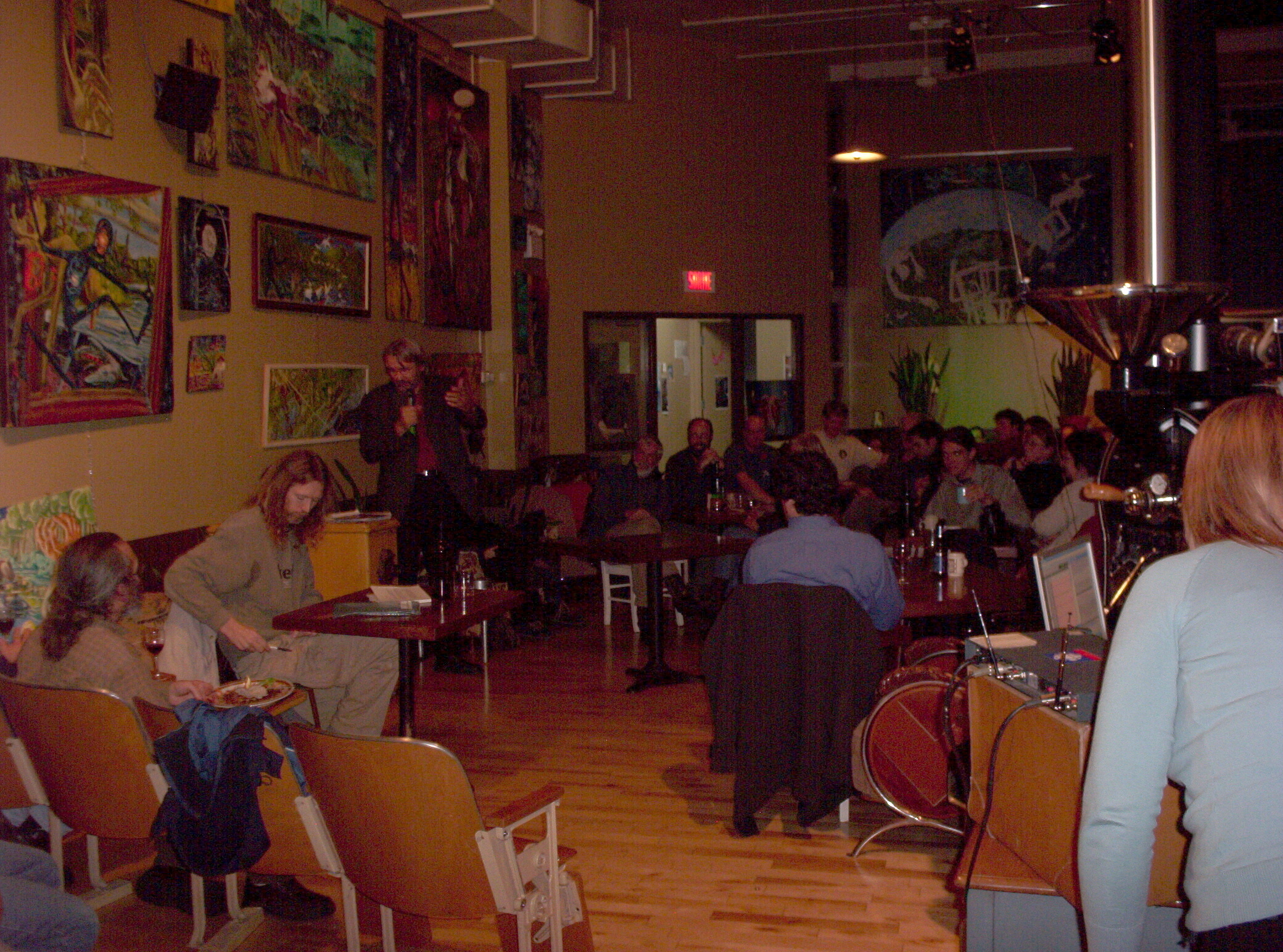
サイエンスカフェ開催風景、カナダ・ケベック州、2005年

サイエンスカフェ (Science Café) は、1997年から1998年にかけて、イギリスとフランスで同時発生的に行われたのが起源とされる、カフェのような雰囲気の中で科学を語り合う場、もしくはその場を提供する団体の名前である。英国での呼称に倣ってカフェ・シアンティフィーク (Café Scientifique) と呼ぶこともある。

## 歴史
イギリス初のサイエンスカフェは、ダンカン・ダラス（Duncan Dallas）によって、1998年に英国のリーズで開催された。この集まりは哲学者マルク・ソーテ（1947-1998）が1992年にパリで始めた哲学カフェにヒントを得ていたため、フランス語風に「カフェ・シアンティフィーク」と名付けられた。フランスでは、その前年からフランス物理学会の主催でサイエンスカフェが開催され始めたが、やはりモデルとされたのは哲学カフェであった。フランスのサイエンスカフェは一般市民に対してより充実した情報提供をすべきだと考えた科学者達によって始められた。一方イギリスにおいては、科学についてより深く知りたいという思いを抱いていた一般市民によって始められた。両国においてサイエンスカフェは、大学等のアカデミックな場所から、やがてカフェ等の一般的な場所へとその居を移すこととなる。これが功を奏し、人々をいっそう惹きつけた。
英国においては、「科学理解増進委員会（the Committee on the Public Understanding of Science: COPUS）」が「市民は科学に対する理解が不足しており、より教化される必要がある」と考えたことも開催の一因となった。カフェに行ってワインを飲み、ゴシップではなく科学の話をしようというこの運動を、新聞各社は半ば冗談のように扱った。しかしその後、市民は、狂牛病や遺伝子組換え食品、クローンなどの話題に対して徐々に関心を持つようになる。
近年、これらの運動の主題は「大衆の科学理解 (Public Understanding of Science: PUS)」から「サイエンスコミュニケーション (Science Communication: SC)」を経て、「科学技術への公衆関与 (Public Engagement in Science and Technology: PEST)」へと動きを見せている。同時に高等教育機関の教科としても認められるようになり、行政府の部門、研究機関、政治家、教育家、政策立案者などへとその影響を広げている。始まった当初は前衛的と捉えられたサイエンスカフェだが、現在では巨大な産業の一部となっている。

## サイエンスカフェの基本思想
サイエンスカフェとは特定の場所を示す言葉ではないものの、その開催場所は非常に重要な意味を持つ。当初、この運動がこれほど広まるとは期待されていなかったが、カフェという場の、落ち着いて形式ばらない雰囲気が科学への敷居を低くした。講堂には、講義を受けてノートを取り試験を受けるというイメージがある。一方、カフェには、リラックスしたり、議論を楽しんだり、好きなときに来て好きなときに出ていけるというイメージがある。そのため誰とでも対等の関係、すなわち知識においては対等ではないが、敬意においては対等の関係で議論することができる。
「サイエンスカフェの狙いは何ですか？」この質問に、話題提供のスピーチを終えたオリヴァー・サックス（作家、神経科医）は次のように答えた。「サイエンスカフェの狙いは、科学を再び文化の中に戻すことです。」過去において科学は、退屈で難しく、正確無比で自動的なものであると捉えられてきたが、現在では、時事的であり、強力な力を持ち、危険であると同時に重要であると捉えられている。科学は宇宙を説明するだけでなく、気候変動や遺伝子地図、脳の働きなど様々な問題を考察する際の力となる。すなわち個人レベル、全地球レベル、全宇宙レベルにおいて私達と関係しているのである。
英国においてサイエンスカフェの発展を主導した一人であるトム・シェークスピアは、その本質は科学的知識を伝えることではなく問いを提示することだと述べた。市民参加者にとってその研究にどのような意味があるのか、社会にどのような変化が生まれるのかといった、「社会的・倫理的・文化的・政治的な、場合によっては宗教的な問題」を中心に据えるべきだという。
科学は全世界で共通だが、他の文化は共通ではない。そのためカフェは、それぞれの土地の文化に合わせて様々な手法で行われる。英国においては一般に話題提供者は一人であるが、デンマークでは二人（内一人は科学者ではない）であり、フランスでは四人（休憩時間にはバンド演奏も加わる）である。アフリカにおけるテーマは「HIVと共に生きるには」「マラリア予防法」「水の浄化法」など、より実際的なものが多い。地元住民の力によって、サイエンスカフェは、科学を文化的な側面から見直すという動きを促している。

## 英国、フランスにおけるサイエンスカフェ
特徴として、話題提供者と参加者、参加者同士の双方向のコミュニケーションをとることに重きを置いていることが挙げられる。また、お互いにファーストネームで呼び合い、肩書きでは呼ばないのがルールとされる。
英国では、通常ひとりの話題提供者（ゲストスピーカー）が招かれ、最初にテーマに沿った20分程度の話題提供が行われる。ついで、休憩時間をかねたドリンクタイムが設けられ、1時間ほどかけて話題提供者と参加者の間で、あるいは参加者同士で質疑、意見交換、議論を行う。フランスでは、話題提供者は3～4名招かれ、1〜2分程度の自己紹介が行われた後、休憩時間を置かずにディスカッションに入る。

## 日本における動き
日本では、2004年に発表された『平成16年版科学技術白書』に海外での事例が記載されたことをきっかけとして一般の認知が高まった。同年、京都市でNPO法人により国内最初のサイエンスカフェが開催された（現在の科学カフェ京都）。翌2005年に、4月の科学技術週間前後から、相次いでさまざまなスタイルでサイエンスカフェが実施された。そのため、2005年を日本における「サイエンスカフェ元年」と呼ぶこともある。
2006年4月の科学技術週間では、日本学術会議の会員が話題提供者となって全国21か所でサイエンスカフェが行われ、これが日本におけるサイエンスカフェのさらなる普及に大きく貢献した。
運営形態は単発的なものから継続的なものまで、草の根レベルのものから大学などの研究機関や自治体が主催するものなどさまざまである。また、2009年6月には企業の運営する常設のサイエンスカフェが名古屋市でオープンした（2011年12月に閉店）。
東北大学では2005年からせんだいメディアテークを会場に年10回ほど開催しており、理学・工学・生命科学だけでなく、情報・環境・経済など社会科学と関わりが深い分野も話題として採用されている。また2010年から、話題を法学・言語学・教育などの人文科学に設定した「リベラルアーツサロン」を開催している。
サロン・ド・冨山房フォリオでは、2006年4月の科学技術週間から毎月サイエンスカフェを開催し、書籍化も行っている。2015年4月に第100回を迎え、「鼎談：サイエンスを語ろう」をテーマに歓談が行われ、一部のマスコミで報道された。
グランフロント大阪のカフェラボでは、2014年6月に関西学院大学の関由行准教授を話題提供者としてSTAP現象を科学的エビデンスのフォローアップの観点から議論するサイエンスカフェが単発で行われ、当時の社会的関心の高さから地元民放のニュースのほか、NHK国際放送の特集番組で取り上げられ話題となった。
産総研の取り組みなどサイエンスカフェにオープンイノベーション、イノベーションハブの役割も期待されている。
コワーキングでのサイエンスカフェの事例も出始めており、仙台市のコワーキングスペース「ノラヤ」では2014年より年4-5回ほどの頻度でサイエンスバー（お酒、飲み物、食べ物付きのサイエンスカフェ）を開催し、地域ネットニュースで取り上げられた。